# Pole społeczne
Pole społeczne (ang. social field) – przestrzeń, na której dochodzi do relacji interpersonalnych między ludźmi. Pojęcie takie pojawia się w interpersonalnej teoria psychiatrii Harry'ego Sullivana. W teorii tej oznacza ono układ odniesienia, który charakteryzuje interakcję wielu osobowości w określonych sytuacjach (czyli polach).
Podobne pojęcie (teoria pola) występuje w teorii Kurta Lewina, a także w psychologii Gestalt – pole psychofizyczne, które determinuje zachowanie.
W psychologii używa się także niekiedy pojęcia przestrzeni życiowej.